# اشرح أيها البحر الأسود
اشرح أيها البحر الأسود (بالتركية: Sen Anlat Karadeniz)‏، هو مسلسل تركي بدأ عرضه في 24 يناير عام 2018، وانتهى في 13 نوفمبر 2019. أبطال المسلسل إيرم حلواجي أوغلي (نفس) وأولاش تونا استبه (طاهر) وقام بالإخراج المخرج عثمان سيناف. تم عرض المسلسل على قناة ATV التركية، وحقق نجاحًا عالميًا وضرب الرقم القياسي في عدد المشاهدات، وطلبت العديد من الدول شرائه.

## أحداث مسلسل
تدور حول شخصية أنثوية تدعى (نفس) فتاة جميلة تم بيعها من قبل أبيها بمقابل المال في السادسة عشر من عمرها إلى رجل اتصف بالعنف وعدم الرأفة في التعامل ويدعى (فيدات سايار).
قام (فيدات) بإغلاق أبواب المنزل على (نفس) ومنعها من الخروج، وبعد ان عذبهاواغتصبها لسنوات أنجبت منه ابن يدعى (يغيت). حاولت (نفس) الهروب هي وابنها ذو السبع السنوات من المنزل في كل مرة تسمح لها الفرصة، حيث أنها قد هربت 23 مرة، إلا أنه كل مرة يتم إلقاء القبض عليها وإحكام الأبواب والنوافذ عليها مجدداً ويتم عقابها الشديد.
في إحدى الايام يدعو (فيدات) إلى بيته [عائلة كاليلي] التي كان لديه عمل معها، [عائلة كاليلي] هي عائلة محافظة من مدينة طرابزون في منطقة البحر الاسود وهي عائلة مكونة من أم واربعة أبناء وكنة العائلة وحفيدة. على العشاء ينتبه (طاهر)وهو الابن الثاني [لعائلة كاليلي] للكدمات الموجودة على يد (نفس) فيمسك يدها ويسألها عن هذه الكدمات فينتبه لهم (فيدات) فيكسر أصابع (نفس). إلا انه عند الانتهاء من العشاء واستعداد [عائلة كاليلي] للعودة إلى طرابزون تصعد (نفس) وابنها إلى خانة سيارة (طاهر) وتهرب من (فيدات) لكن (فيدات) يعرف بهذا الأمر ويقرر إعادة (نفس) و(يغيت) إليه إلا أن (طاهر) الذي عرف بكل ما حدث مع (نفس) يرفض تسليمه إليها ويحاول حمايتها بكل الطرق الممكنة وهكذا يبدأ كفحاهم من اجل حبهم و محاولة النجاة من المعتوه ( فيدات).

## نجاح المسلسل
حصل المسلسل على نجاح من الاحداث الشيقة جداً حيث وصل عدد مشتركين قناة المسلسل على اليوتيوب إلى ثلاثة ملايين
وهو أول مسلسل يصل عدد متابعاته إلى مليون من أول أسبوع من عرضه.
ضرب عدد مشاهدته اعداد قياسية تسببت بإيقاف كثير من المسلسلات وتصدر التقييم الاسبوعي لموسمين
رشح لمهرجان كان وبيع لاكثر من 60 دولة.
أخذ 8 جوائز بالفراشة الذهبية
- أفضل سيناريو
- أفضل إخراج
- أفضل ثنائي
- أفضل ممثل طفل
- ربح أيضا بجائزة الأوسكار المقدمة من رئيس تركيا أردوغان نفسه

## موعد العرض
| الموسم | الموسم | الحلقات | الحلقات | البث الأصلي    | البث الأصلي    | البث الأصلي |
| الموسم | الموسم | الحلقات | الحلقات | البث الأول     | البث الأخير    | الشبكة      |
| ------ | ------ | ------- | ------- | -------------- | -------------- | ----------- |
|        | 1      | 21      | 21      | 24 يناير 2018  | 13 يونيو 2018  | atv         |
|        | 2      | 32      | 32      | 19 سبتمبر 2018 | 29 مايو 2019   | atv         |
|        | 3      | 11      | 11      | 4 سبتمبر 2019  | 13 أكتوبر 2019 | atv         |

## روابط خارجية
- اشرح أيها البحر الأسود على موقع IMDb (الإنجليزية)
- اشرح أيها البحر الأسود على موقع كينوبويسك (الروسية)
- اشرح أيها البحر الأسود على موقع قاعدة بيانات الفيلم (الإنجليزية)